# Sabariego
El Sabariego es una localidad y pedanía española perteneciente al municipio de Alcaudete, en la provincia de Jaén. Está situada en la parte occidental de la comarca de la Sierra Sur de Jaén. Cerca de esta localidad se encuentran los núcleos de La Rábita, San José, Ventas del Carrizal y Las Grageras.
Las principales actividades económicas están relacionadas con la agricultura y la industria agro-alimentaria, siendo referente principal el olivar. Además, destaca en los últimos años cierto crecimiento del turismo rural.

## Geografía
La pedanía del Sabariego se localiza en el área sureste de la provincia de Jaén, a escasos kilómetros del límite con la provincia de Córdoba. Es atravesada por la carretera de Alcaudete (JA-4305). Encuentra su principal núcleo de población en la denominada popularmente Paseilla, en una altitud aproximada de 565 m s. n. m.
Entre sus accidentes geográficos destaca el cerro de la Harina, el cerro de San Pedro y el río San Juan.

## Demografía
Según el Instituto Nacional de Estadística de España, en el año 2024 el Sabariego contaba con 244 habitantes censados, lo que representa el 2,38% de la población total del municipio.

### Evolución de la población
| Gráfica de evolución demográfica de Sabariego entre 2014 y 2024 |
|                                                                 |
| Datos según el nomenclátor publicado por el INE.                |

## Comunicaciones

### Carreteras
Cerca de esta pedanía pasa la carretera N-432, que une la ciudad de Granada con Córdoba y Badajoz. La única vía de comunicación que transcurre por la localidad es:
| Identificador | Denominación                                         | Itinerario    |
| ------------- | ---------------------------------------------------- | ------------- |
| JA-4305       | De Fuente Álamo a Sabariego por San José y La Rábita | A-339 - N-432 |

Algunas distancias entre el Sabariego y otras ciudades:
| Ciudades       | Distancia (km) |
| -------------- | -------------- |
| Alcaudete      | 10             |
| Alcalá la Real | 20             |
| Jaén           | 57             |
| Granada        | 72             |
| Córdoba        | 97             |

## Servicios públicos

### Sanidad
El Sabariego cuenta con un consultorio médico de atención primaria situado en la carretera de Alcaudete s/n, dependiente del Distrito Sanitario Jaén Sur. El servicio de urgencias así como y el área hospitalaria de referencia está en el Hospital de Alta Resolución de Alcaudete.

## Cultura

### Patrimonio
La atalaya de la Harina está situada en el punto más alto del cerro de la Harina, donde se encuentra una torre de vigilancia árabe o atalaya que data de la época nazarí. Este actualmente solo conserva función paisajística, pero durante el Reino de Granada servía como torre de defensa y vigilancia, dada su posición estratégica en la frontera granadina. De este modo, se halla además posicionada en una situación que le permitía comunicarse con señales luminosas o de humo con otras torres cercanas existentes en la zona. Esta torre, y el cerro que corona, deben su nombre actual a la proximidad de un molino de harina que existía por la zona, y del cual aún existen restos.
La ermita de San Pedro es una pequeña ermita del pueblo que data del año 1947.
Por último, el puente romano, que está atravesando el río San Juan, de una orilla a la otra y muy cerca del molino de Harina de los Funes.

### Fiestas
Fiesta del Palo
Entre sus celebraciones destaca la fiesta del Palo, el 1 de mayo. Esta festividad surge antes de la guerra civil como propuesta de los vecinos para compartir y festejar un día en el que poder comer y beber en aquella época difícil. De este modo, la población de la pedanía, cada primero de mayo, se aproximaba a las alamedas cercanas al río San Juan en busca del tronco con mayor altura y robustez que pudiera encontrarse para talarlo. Una vez conseguido el tronco se trasladaba hasta los territorios del alcalde pedáneo y se erguía introduciéndolo en un agujero cavado en el suelo. Dicho tronco presidiría la totalidad de la jornada. La tradición cuenta que el alcalde invitaba a las familias a una comida en el festejo, todo ello acompañado de música, hasta altas horas de la madrugada. Una vez acabada la festividad, los jornaleros troceaban la leña del álamo talado y se la ofrecían al alcalde del Sabariego.
La llegada de la guerra civil eclipsó este tipo de celebraciones, las cuales sufrieron un parón durante el tiempo de conflicto bélico. Una vez estabilizada la situación, el aún recordado por la población de mayor edad del Sabariego, alcalde Arturo Mora, retomó esta tradición.
La construcción de la ermita de San Pedro y la Purísima Concepción en el año 1947 supuso un nuevo símbolo y ritual para dar comienzo al inicio de la festividad. En aquel entonces, sería un largo y flexible álamo, moldeado como un arco, acompañado de pirotécnica, lo que daría comienzo al inicio de la festividad de esta tradición sabaregueña. 
En ocasiones se ha alzado un enorme tronco en la plaza del pueblo, conocida también como Pasailla, y se colgaba un jamón en el extremo mayor, que sería de aquella persona que lograra escalar hasta alcanzarlo. Hay que destacar, además, que este tronco se hallaba cubierto de jabón. Actualmente la verbena tiene un carácter de celebración y ocio, además de cultural y matices religiosos, ya que se celebra la procesión de la patrona y patrón de la localidad: San Pedro Apóstol y la Inmaculada Concepción.
La celebración suele constar de culto religioso a los patrones de la pedanía, la elaboración de una paella en la plaza de la Pasailla, la procesión de conmemoración a San Pedro y la Purísima, y el festejo acompañado de orquestas musicales, exhibiciones de baile y ofertas gastronómicas.
Fiesta de la Candelaria
También cabe destacar la fiesta de la Candelaria, que se celebra cada 2 de febrero como culto a la Virgen de la Candelaria. Existe costumbre de recolectar y amontonar los ramales y troncos excedentes de los olivares para hacer una gran hoguera, alrededor de la cual se organiza una verbena a lo largo del día.